# Ethan Nwaneri
Ethan Chidiebere Nwaneri (Londres, 21 de març de 2007), més conegut com a Ethan Nwaneri, és un futbolista britànic que juga de migcampista a l'Arsenal FC de la Premier League.

## Biografia
Després de formar-se al planter de l'Arsenal FC, finalment va debutar amb el primer equip el 18 de setembre de 2022 en un partit de Premier League contra el Brentford FC, substituint Fábio Vieira en el minut 92 en un matx que va guanyar l'Arsenal per 0-3 després dels gols de Fábio Vieira, Gabriel Jesus i William Saliba. Amb del seu debut es va convertir en el futbolista més jove a debutar en la Premier League.